# Coltello da pesce

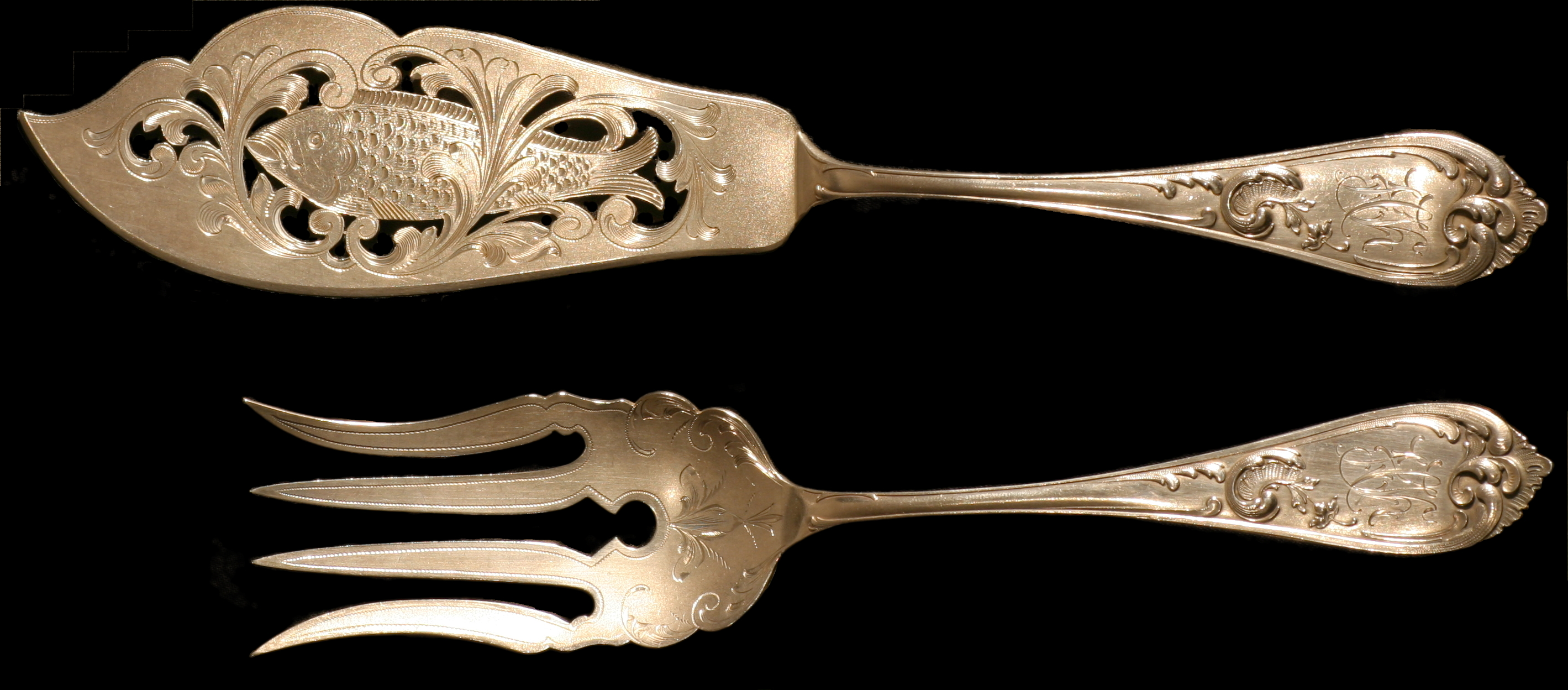
Coltello e forchetta da pesce cesellati in argento del XIX secolo

Il coltello da pesce è un tipo di coltello usato per mangiare il pesce a tavola.
Viene usato nel coperto in apparecchiature formali dove viene posto con il coltello da tavola alla destra del piatto. Se non è presente nel servizio di posate al suo posto si mette un cucchiaio.
Realizzato interamente in metallo: acciaio inox, alpacca e argento ha la caratteristica di avere una lama non affilata, sostanzialmente non è un vero e proprio coltello ma piuttosto una spatola. La struttura è fatta a paletta, con un gradino tra il manico e la lama, che è larga e appuntita, a volte sagomata. Caratteristica che distingue le posate da pesce dalle altre sono delle piccole tacche, come quelle sulla lama del coltello in fotografia.